# 青莲镇 (奉节县)
青莲镇，是中华人民共和国重庆市奉节县下辖的一个乡镇级行政单位。

## 行政区划
青莲镇下辖以下地区：
龙王庙社区、新政村、宝塔村、水田村、大有村、建农村、紫安村、紫霞村、红园村、桃花村、金凤村、新庙村、白家村、金千村、凤凰村、黄花村、茅田村、茂林村、仁义村和联合村。